# چاک ویلی
چاک ویلی (به انگلیسی: Chuck Wiley) (زادهٔ ۱۲ سپتامبر ۱۹۶۴) شناگر اهل ایالات متحده آمریکا است.